# Bob Beamon
Robert „Bob” Beamon (n. 29 august 1946, New York City, New York, SUA) este un fost atlet american.
În anul 1968 a câștigat medalia de aur la Jocurile Olimpice de vară de la Ciudad de México la proba de săritură în lungime. Cu o săritură de 8,90 m la prima încercare a stabilit un nou record mondial, fiind cu 55 de centimetri mai bun decât recordul precedent din 1965 de la compatriotul său Ralph Boston. Distanța între Bob Beamon și adversarii săi era foarte mare: Klaus Beer (RDG) a ajuns la 8,19 m, obținând medalia de argint.
Performanța americanului a rezistat 23 de ani, până când Mike Powell (SUA) a sărit 8,95 m la Campionatul Mondial din 1991. Săritura lui Bob Beamon mai este recordul olimpic.